# Burg Boulogne

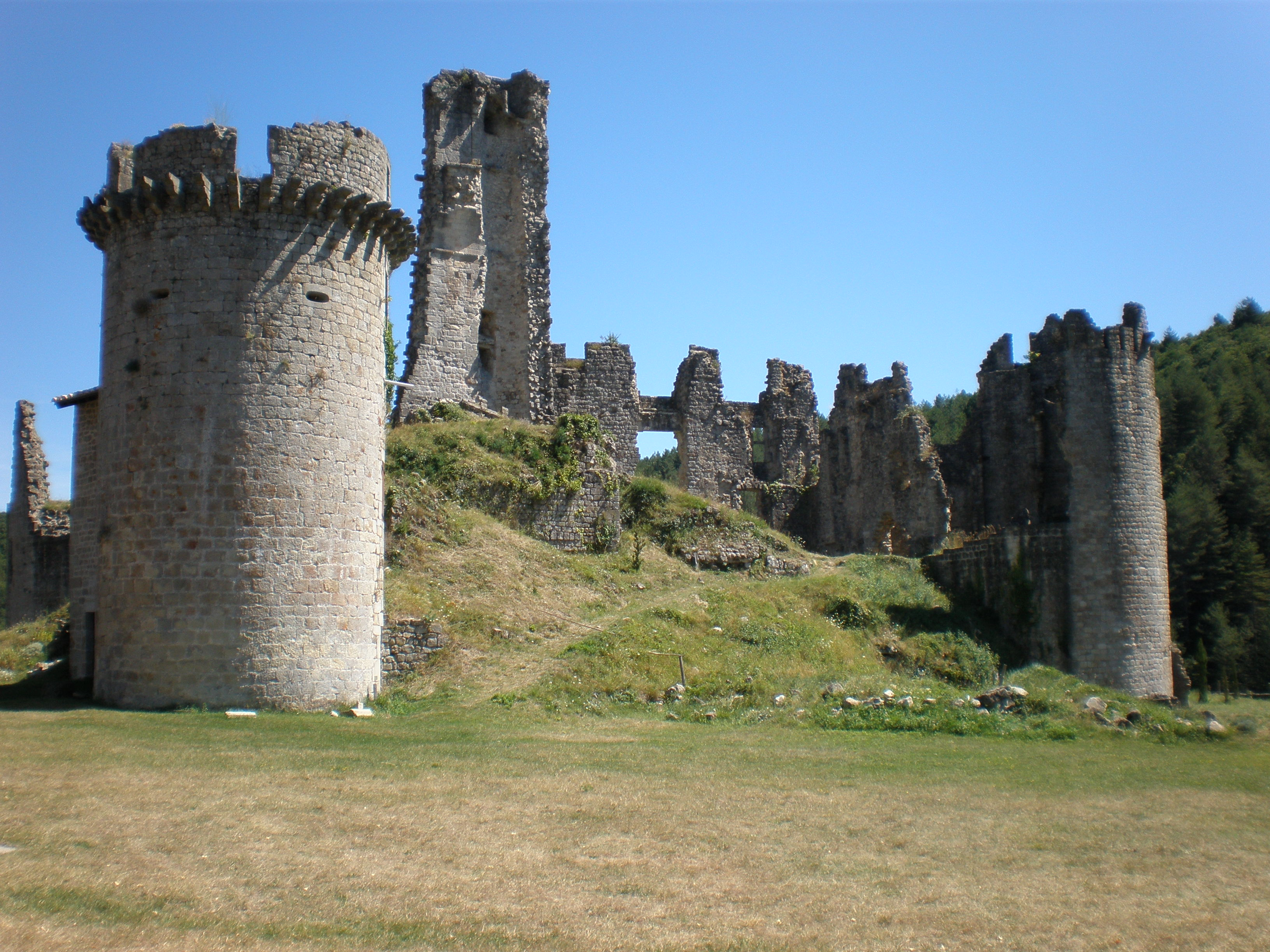
Burg Boulogne

Die Burg Boulogne ist eine ehemalige Burg in der französischen Gemeinde Saint-Michel-de-Boulogne im Département Ardèche in der Region Auvergne-Rhône-Alpes. Die Burg wurde im 11./12. Jahrhundert gebaut und ist heute eine Ruine. Sie war das Zentrum einer der zwölf Baronien des Vivarais.
Die Burgruine wurde per Erlass vom 17. Juli 1915 unter Denkmalschutz gestellt.

## Geschichte
Die Geschichte der aus dem 11./12. Jahrhundert stammenden Burg ist eng mit der Geschichte der Familie Lestrange oder L’Estrange verbunden, die ab dem 14. Jahrhundert dem königlichen Hof nahe stand. Raoul de Lestrange (1345–1398) erwarb die Burg 1384 vom Grafen Louis II. de Poitiers, Comte de Diois et de Valentinois aus dem Haus Poitiers-Valentinois; 1390 kaufte er von ihm auch Grozon/Garezon. Raoul verstärkte die Burg durch das Erbe seines Bruders Guillaume de Lestrange, Erzbischof von Rouen († 1379).
Die Besitzer der Burg von 1384 bis zum Ende des 18. Jahrhunderts waren:
- Raoul de Lestrange (* wohl 1333; † um 1398), Sieur de Lestrange, Seigneur de Boulogne etc., Lieutenant des Papstes Gregor XI. in der Mark Ancona; ⚭ Catherine de Saint-Amant
- Guillaume de Lestrange (* wohl 1367; † nach 4. April 1425), Seigneur de Lestrange, de Boulogne etc., deren Sohn; ⚭ 27. September 1394 Algaye de Thynières (* um 1374), Dame de Merdogne
- Guinot de Lestrange (* wohl 1396; † 1470), Seigneur de Lestrange, de Boulogne etc., Berater und Kammerherr des Königs Ludwig XI., deren Sohn; ⚭ wohl 1435 Jeanne de Joyeuse (* um 1420)
- Antoine de Lestrange (* 1450; † um 1508), Baron de Lestrange et de Boulogne, deren Sohn; ⚭ 19. April 1490 Françoise de Montfaucon (* wohl 1477; † nach 6. Oktober 1562), Baronne de Vézénobres
- Louis de Lestrange (* um 1497; † 1566/67), Comte d’Agenois, Baron de Lestrange, de Boulogne et de Vézénobres, Maître d’hôtel du roi de France, deren Sohn; ⚭ 18. August 1527 Marie de Langeac (* 1508; † 1588), Vicomtesse de Cheylane, Ehrendame der französischen Königin Eleonore von Kastilien
- Claude de Lestrange (* wohl 1529; † 3. Oktober 1569 in der Schlacht bei Moncontour), Vicomte de Cheylane, Baron de Lestrange et de Boulogne, deren Sohn; ⚭ 28. Dezember 1558 Catherine de Chabannes (* um 1537; † nach 3. Juli 1579)
- Marie de Lestrange (* wohl 1550; † nach 31. März 1625), Vicomtesse de Cheylane, Dame de Boulogne, deren einziges Kind; ⚭ (Ehevertrag 22. Februar 1570) René d’Hautefort, Seigneur du Teilh (* wohl 1550; † nach 22. November 1620), Gouverneur royal en Velay, Gouverneur du Puy, Conseiller du Roi en ses Conseils d’État et privé
- Claude d’Hautefort de Lestrange († 23. August 1632), Vicomte de Cheylane et de Lestrange, Gouverneur du Puy, deren ältester Sohn; ⚭ 20. März 1620 Marie Paule de Chambaud, Vicomtesse de Privas (* wohl 1584; † 1639), Witwe von René de La Tour du Pin Gouvernet († 1617)
- Marie de Hautefort (* 1622), Vicomtesse de L’Estrange, deren Tochter; ⚭ 12. Dezember 1638 Charles de Saint-Nectaire (* 1601; † 24. April 1667), Marquis de Châteauneuf, jüngerer Bruder von Henri de Senneterre (* 1599; † 1681), Marschall von Frankreich, Duc de La Ferté-Senneterre
- Henriette Jeanne de Saint-Nectaire (* 1646), Baronne de Boulogne, deren jüngste Tochter; ⚭ 21. Februar 1682 Just François Antoine de Fay (* 1658), Marquis de Gerlande
- Charles Louis César de Fay (* 1682; † 1738), Marquis de Gerlande, Baron de Boulogne, deren Sohn; ⚭ 26. September 1738 Marie Marguerite Eléonore de La Tour-Maubourg (* 1717; † 1737)
- Marie Agnès Césarine de Fay (* 1737; † 1753), deren Tochter; ⚭ September 1752 Claude Florimond de Fay de La Tour-Maubourg (* 1712; † 1790), Comte de Coisse et de La Motte-Galaure, aus seiner zweiten Ehe der Vater von Charles César de Fay de La Tour-Maubourg (* 1756; † 1831) und Marie Victor Nicolas de Fay de La Tour-Maubourg (* 1768; † 1850)

Marie de Langeac baute die ehemalige Festung um 1550 in ein prächtiges Renaissanceschloss um. Die Befestigungsanlagen der Burg wurden dann am Ende der Hugenottenkriege abgerissen.
Die Heirat von Claude de Hautefort und Marie Paule de Chambaud im Jahr 1620 führte zu Auseinandersetzungen mit den Bürgern von Privas und der Geistlichkeit des Vivarais, da Claude katholisch war, Marie Paule hingegen protestantisch; die Auseinandersetzungen endeten erst 1629 mit der Belagerung von Privas durch die Truppen von Ludwig XIII.
Das Schloss, das bis zur Revolution intakt geblieben war, wurde 1793 als Nationalgut verkauft und 1820 von einem Einwohner von Saint-Étienne-de-Boulogne ausgeschlachtet.

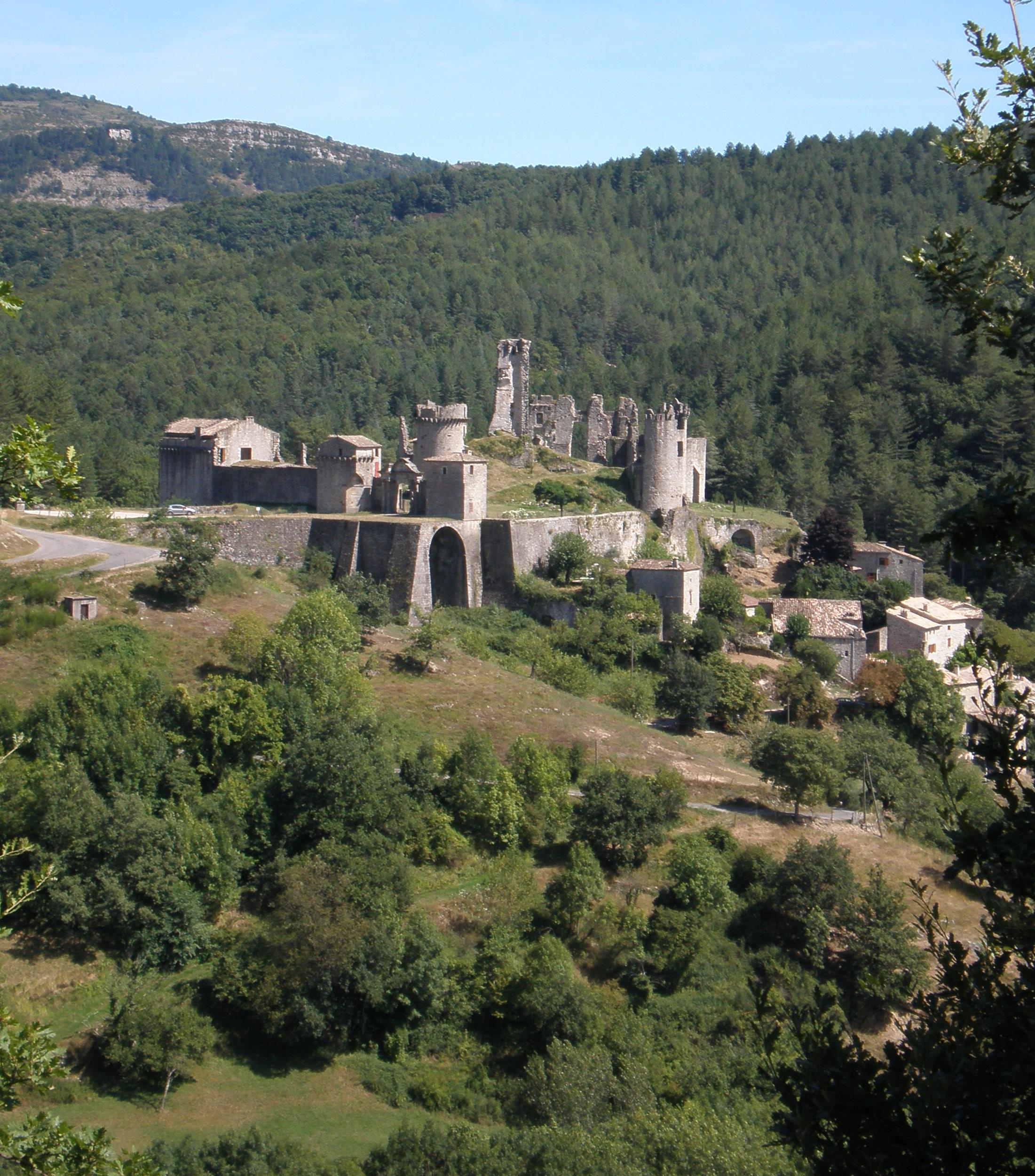
Burg Boulogne, Gesamtansicht

## Beschreibung
Im 11. Jahrhundert gab es nur einen quadratischen Donjon, dessen unterer Teil ein Bossenwerk aufweist, und eine Kapelle. Im 14. Jahrhundert wurden drei große Rundtürme und Kurtinen hinzugefügt, um das Gebäude zu verstärken.
Das Schloss wurde um 1550 zu einer Renaissance-Residenz umgebaut. Aus dieser Zeit stammen der Gardesaal, die Stallungen, die große Terrassenbrücke am Eingang, das Châtelet und das Portal mit dem Renaissance-Eingangsgiebel mit gedrehten Säulen, das mit einer Skulptur des Kopfes von Marie de Langeac geschmückt ist.
Die Burg ist eine Ruine, die regelmäßig Maßnahmen zur Bestandssicherung unterzogen wird.